# Cigró

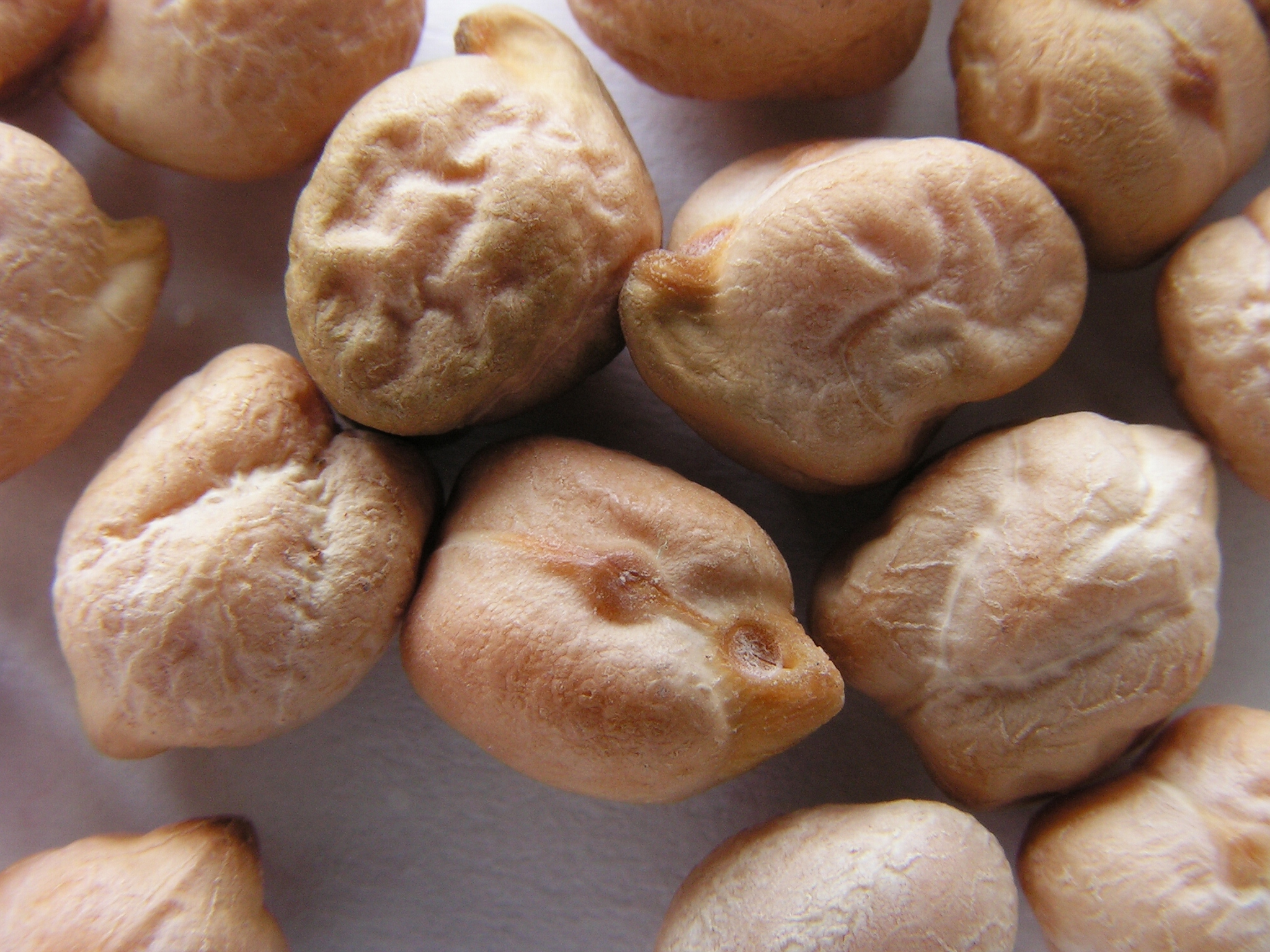
Cicer arietinum

Els cigrons, ciurons, bolet d’ou, bolet de bou, cep, ceperó, molleró, siureny, siuró, surenc o sureny (Cicer arietinum), i localment ceirons, són les llavors d'una planta de la família de les lleguminoses o fabaceae. Els cigrons són una de les plantes cultivades més antigues. Se n'han trobat restes a l'Orient Mitjà de 7.500 anys d'antiguitat.

## Distribució
L'origen dels cigrons és desconegut. Actualment és un producte molt conreat a l'Índia mentre que a Europa és un producte típic a tots els països mediterranis. Malgrat això, els principals productors del cigró són Índia, Pakistan, Turquia, Canadà i Mèxic.

## Avantpassat del cigró
El cigró té un avantpassat principalment conreat a Turquia en origen, i que es va estendre per diferents regions amb les mateixes característiques climàtiques i de sòl. Primer es va estendre per l'àrea mediterrània, i més tard, per Índia, Etiòpia i algunes zones d'Amèrica i també per Austràlia.

## Descripció

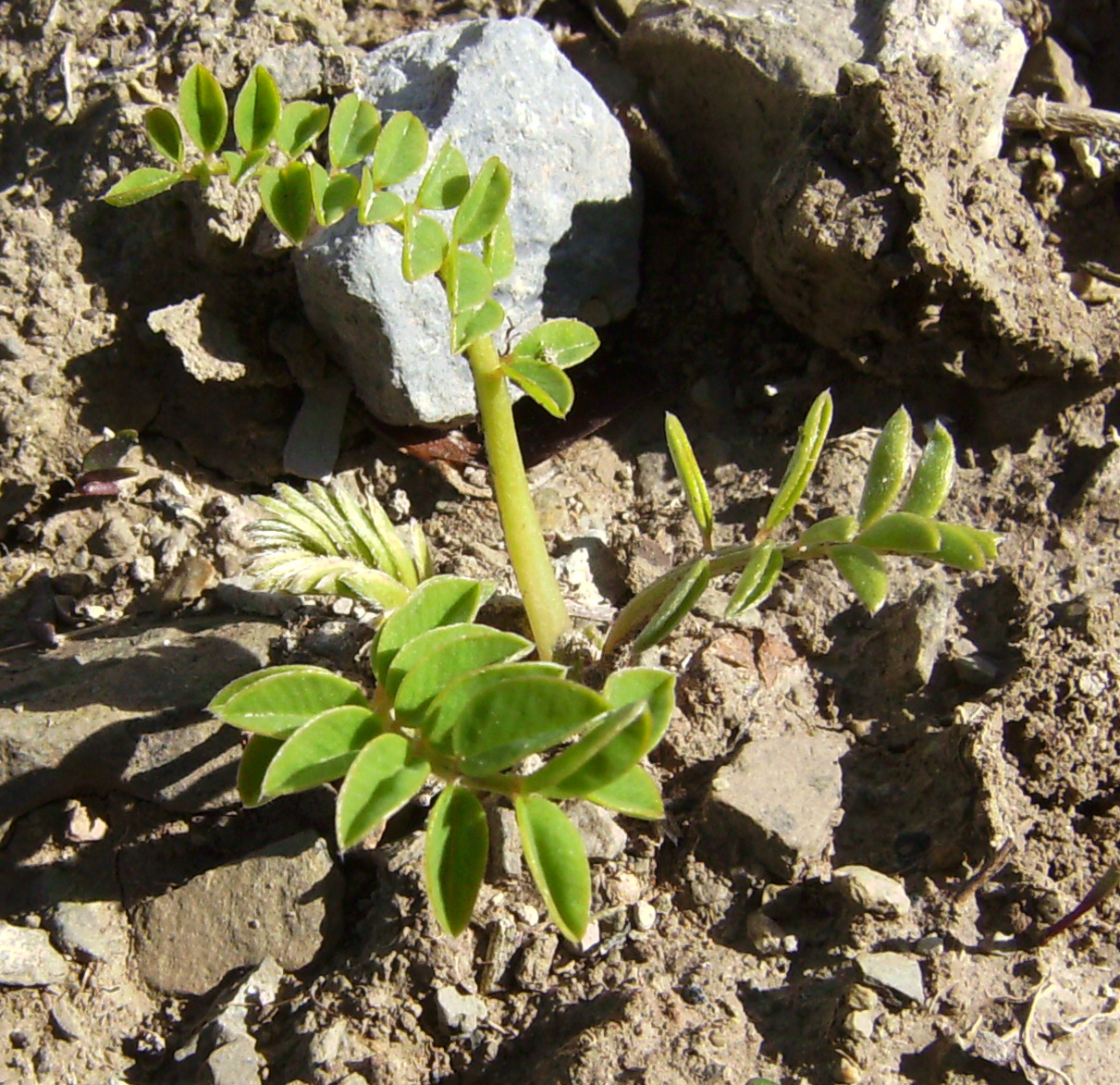
Plàntula de cigronera

Cigronera florida a Castelltallat

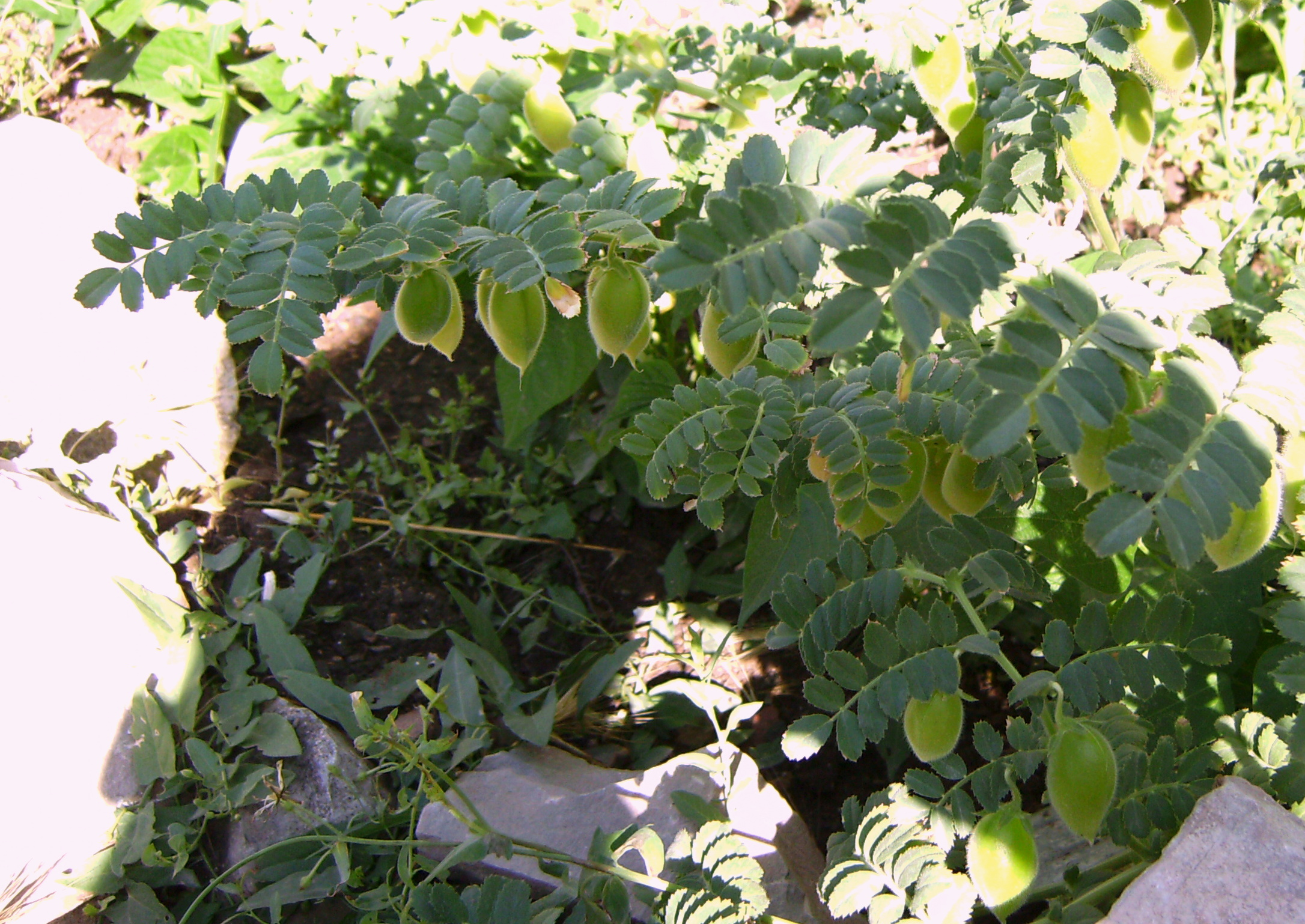
Tavelles sobre la planta encara verdes del cultivar La Bañeza

La planta (cigronera) fa entre 20 i 50 cm d'alt i té les fulles compostes petites. Cada tavella té generalment una o dues llavors, de vegades tres. Les flors són blanques amb venes de color blau, viola o rosa.
Al món hi ha dos tipus principals de cigrons, anomenats segons mots en idioma hindi: el Desi (que significa “del país”), amb llavors petites i cultivat principalment al subcontinent indi, Etiòpia i l'Iran; i el Kabuli (de Kabul), de llavors més grosses, que es cultiva principalment als països mediterranis, incloent l'Orient Mitjà, en especial al sud d'Europa i el nord d'Àfrica, Afganistan i Xile. Des del segle xviii va ser introduït al subcontinent indi. El tipus Desi és probablement la forma cultivada originàriament, derivada de l'espècie silvestre turca Cicer reticulatum, i d'on deriven els cigrons grossos o Kabuli. Els cigrons Desi tenen més fibra dietètica que els Kabuli i, per tant, un índex glucèmic menor.

## Conreu

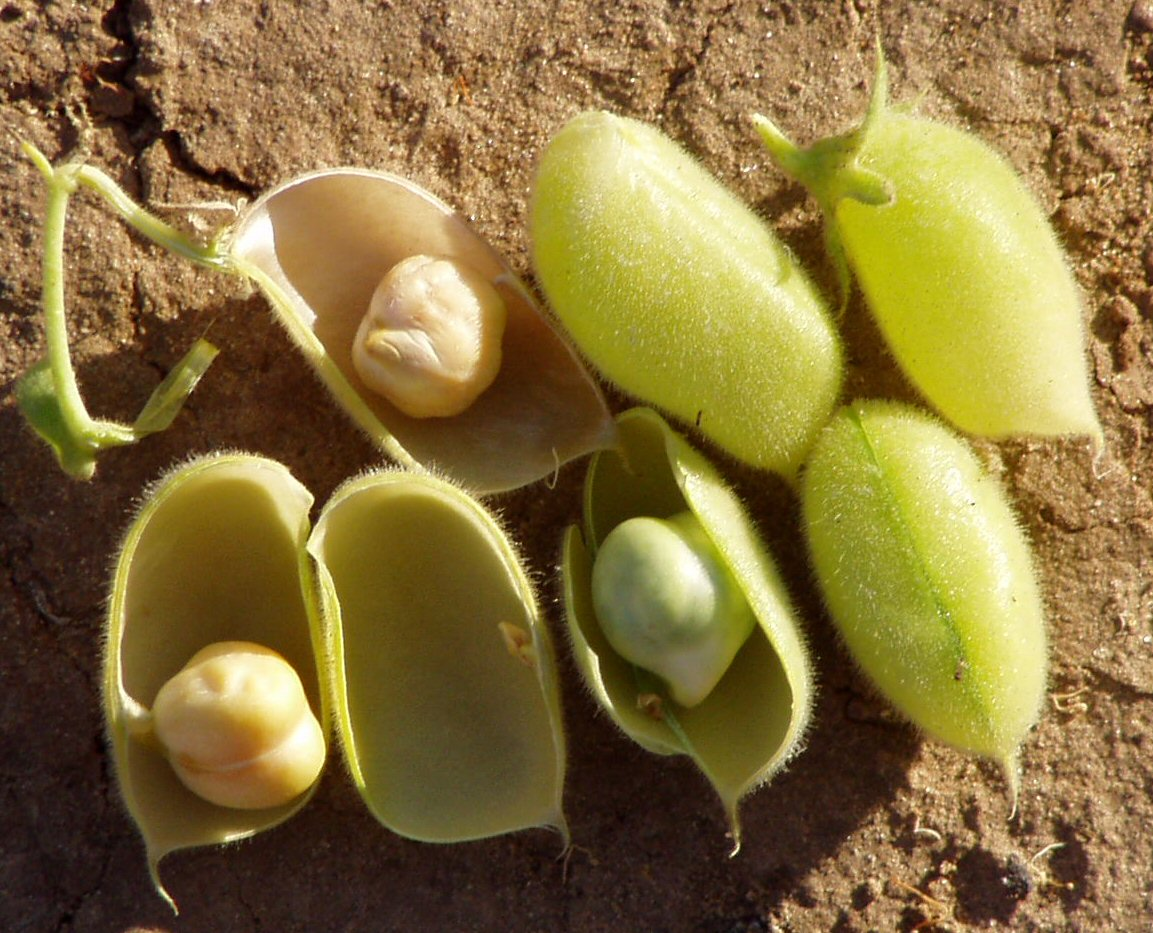
Una part important de la cuina extremenya està basada en els cigrons.

És altament resistent a la sequera. Comparat amb els cereals, el cigró és poc productiu, ja que en les millors condicions de conreu difícilment arriba als 1.000 kg per ha. Habitualment se sembra al mes de març tot i que en localitats d'hivern temperat es pot fer a la tardor si a més es fan servir herbicides, ja que les herbes ofegarien la cigronera. Com que és una lleguminosa no cal l'adobat amb nitrogen, però en canvi sí que cal adobar-la amb fòsfor i potassi en les quantitats que aconsellin les anàlisis de sòls. Les dosis de sembra oscil·len entre els 50 i 10 kg per hectàrea.
El desherbatge tradicional es fa passant el cultivador quan les plantes són encara prou xiques i més modernament amb herbicides persistents o de contacte. Passada la floració (flors blanques i aïllades a l'extrem de la planta) es forma una tavella amb un o, més rarament, dos o tres cigrons a dins. La recol·lecció antigament es feia arrencant a mà durant la matinada les mates quan tota la planta ja quedava seca i actualment s'utilitza una recol·lectora normal de cereals amb algunes modificacions per tal de no trencar les llavors.
Aquestes plantes necessiten calor, perquè germinen a partir de 10 graus, però la temperatura més adequada oscil·la entre els 25 i 30 graus. La cigronera no necessita que plogui molt, pel fet que té arrels molt profundes, capaces de trobar l'aigua atrapada a la terra.

## Gastronomia
Els cigrons són d'alt valor nutritiu: 100 grams aporten 360 calories, amb un 20% de proteïnes, 6,5% de greixos, 130 mg de calci, 8 mg de ferro i diverses vitamines (vitamina B1 (0,48 mg), vitamina B3 (1,76 mg) i Vitamina B9 (437 micrograms)). Dietèticament es recomana acompanyar-lo amb arròs per la presència de l'aminoàcid limitant anomenat metionina.
Els cigrons són molt presents en plats bàsics de la cuina catalana, especialment cassoles i estofats. També són característics de la cuina extremenya.
La farina de cigrons es pot usar per a arrebossats, bunyols, rebosteria, truites i farinetes. La farina de cigrons és utilitzada a la cuina tradicional índia i del Pakistan, destacant els pakora, verdures arrebossades amb aquesta farina.
També formen part de l'elaboració dels falàfel i del puré de cigrons o hummus, paraula que en àrab i en hebreu significa "cigró", aliments populars a l'Orient Mitjà, i a Tunísia s'empren per a fer uns pastissets dolços anomenats graiba.